# ReFilc
A reFilc magyar fejlesztésű elektronikus tanulmányi napló alkalmazás, amelyet a diákok számára hoztak létre e-KRÉTA tanulmányi rendszer telefonos applikációja alternatívájaként. Az alkalmazást a QwIT Development csapata fejleszti, és célja a diákok iskolai életének megkönnyítése.

## Története
A reFilc projekt 2023-ben indult azzal a céllal, hogy egy felhasználóbarát és kényelmes telefonos hozzáférést biztosítson az e-KRÉTA tanulmányi rendszerhez. Az alkalmazás az iskolai értesítések, órarendek, jegyzetek és feladatok kezelésére összpontosít.
A reFilc a korábbi Filc napló projekt utódja, aminek fejlesztője annon volt.
A projekt alapítói a kezdetekkor ígéretet tettek minden korábbi prémium funkció ingyenessé tételére. Azonban refilc plusz néven szintén létrehoztak egy előfizetési lehetőséget, ami bizonyos funkciókat csak fizető felhasználók számára tesz elérhetővé.
2025 februárjában jelentős belső konfliktus alakult ki a fejlesztői csapaton belül, amely a projekt vezetésével és a felhasználói visszajelzések kezelésével kapcsolatos nézeteltérésekből fakadt. A menedzsment több tagja kifogásolta a döntéshozatali folyamatokat és az átláthatóság hiányát, különös tekintettel az előfizetések kezelésére és a forráskód elérhetőségére. Ennek következményeként a csapat több tagja bejelentette távozását, és a projekt jövője bizonytalanná vált.
A reFilc csapata a következő közleményt adta ki Discordon:
„Többen is lemondunk a projektről. Ez pedig a búcsúlevelünk és az indokoklásunk.
1. Kimával lehetetlen együtt dolgozni. Rendszeresen semmibe veszi az Androidos felhasználók visszajelzéseit, hetek—vagy akár hónapok—eltelnek a commitok között, nem tartja be azokat az ígéreteket amiket a management egyhangúan eldöntött (őt is beleértve). Hónapokat kellett várni arra, hogy a management megfelelő jogokat kapjon a projekt egyes részeihez.
2. Kima nem tartja be a szavát. Amikor megegyeztünk, hogy január első felétől minden reFilc+ funkció ingyenes lesz, ezt Kimával együtt döntöttük el. Ehhez képest:
  - A fizetési felület még mindig él, tehát még tudnak indulni új feliratkozások.
  - A reFilc+ forráskódja még mindig nem elérhető.
  - A már létező feliratkozások nem lettek megállítva.
  - Ezek mellett Kimán kívül senki sem látott egy fillért a több százezer forintos bevételből.
3. Kima a személyes nézeteltéréseit visszavezeti a projektre. Emiatt úgy lett kitiltva egy csapattag, hogy nem is szegett meg szabályt—csak Kimának nem tetszett valami, amit tett vele Discordon kívül. Erről ennyi infót mondok csak.
4. Lehetetlen Kimával vitázni. Az első nézeteltérésnél semmibe vesz minket, és a saját feje után megy. Ha pedig egy felhasználónak van problémája valamivel, az első dolog, ami megfordul a fejében, az a szankcionálás.
5. Kima nem tiszteli a csapattagokat. Mint alapító tag, nyilván nagy mértékben hozzájárult a projekt létrejöttéhez, viszont önkényesen kinevezte magát a projekt vezetőjének, amikor rajta kívül még hatan a management része vagyunk.
6. Folyamatos a durci. Konfrontálás után a véleményünket semmibe vette, és az összes management tag hozzáférését elvette az olyan szolgáltatásoktól, amik az ő tulajdonában állnak (pl. Github, Stripe, Cloudflare)

Röviden:
A management csapat majdnem teljes egésze kilép, a staffoknak személyesen írunk leveleket, amik alapján eldönthetik, hogy szeretnének-e továbbra is a csapat része lenni.”
A fejlesztők egy része ezután egy új alkalmazás létrehozásán kezdett dolgozni, amely ingyenesen elérhetővé teszi a korábban előfizetéshez kötött funkciókat.

## Fejlesztési háttér
A QwIT Development csapata, amely a reFilc alkalmazás mögött áll, folyamatosan dolgozik az alkalmazás frissítésén és bővítésén. A csapat elkötelezett amellett, hogy a felhasználói visszajelzések alapján fejlessze és optimalizálja az alkalmazást.
Az alkalmazás forráskódja részben elérhető, azonban annak egy lényeges hányada biztonsági okokra hivatkozva nem publikus. A GitHub tároló egy Discord szerver használatát javasolja a forráskód elkérésére. Az elérhető forráskód részletek mellett AGPL licensz van megjelölve, annak ellenére, hogy az a forráskód egészének publikálását megkövetelné.
A reFilc projekt alapító tagjai kima, zypherift, Pearoo és Zizi.